# 오토루트 1호선
오토루트 1호선은 파리와 릴을 잇는 프랑스의 고속도로이며, 오토루트 뒤 노르(l'autoroute du Nord)라고도 불린다.
오토루트 1호선의 관리는 SANEF(Société des Autoroutes du Nord et de l'Est de la France)에서 하고 있다.

## 구간별 개통 년도
- 릴 ~ 카르뱅 : 1954년 개통
- 카르뱅 ~ 고렐 : 1958년 개통
- 고렐 ~ 바폼 : 1967년 개통
- 바폼 ~ 로이 : 1966년 개통
- 로이 ~ 상리 : 1965년 개통
- 상리 ~ 르부르제 : 1964년 개통
- 르부르제 ~ 생드니 : 1966년 개통
- 생드니 ~ 파리 : 1965년 개통

## 주요 경유지
- 일드프랑스
  - 센생드니 주
  - 발두아즈 주
- 피카르디
  - 우아즈 주
  - 솜 주
- 노르파드칼레
  - 파드칼레 주
  - 노르 주